# Castigaleu (kommunhuvudort)
Castigaleu är en kommunhuvudort i Spanien.   Den ligger i provinsen Provincia de Huesca och regionen Aragonien, i den nordöstra delen av landet, 400 km nordost om huvudstaden Madrid. Castigaleu ligger 835 meter över havet och antalet invånare är 117.
Terrängen runt Castigaleu är kuperad.  Trakten runt Castigaleu är nära nog obefolkad, med mindre än två invånare per kvadratkilometer. Närmaste större samhälle är Graus, 20,0 km väster om Castigaleu. 